# یواس‌اس اسمالی (دی‌دی-۵۶۵)
یواس‌اس اسمالی (دی‌دی-۵۶۵) (به انگلیسی: USS Smalley (DD-565)) یک کشتی بود که طول آن ۱۱۴٫۷ متر (۳۷۶ فوت) بود. این کشتی در سال ۱۹۴۳ ساخته شد.